# Volpone (téléfilm)
Pour les articles homonymes, voir Volpone (homonymie).
Pour plus de détails, voir Fiche technique et Distribution.
Volpone est un téléfilm français réalisé par Frédéric Auburtin et diffusé le 27 décembre 2004 sur TF1. C'est une adaptation de Volpone (Le Renard), comédie du dramaturge anglais Ben Jonson, représentée pour la première fois à Londres en 1606.

## Synopsis
Volpone est un aventurier qui ne rechigne pas sur l'escroquerie. S'étant emparé du butin d'un palais toscan, il fait au cours de sa fuite la connaissance de Mosca, un bonimenteur et menteur invétéré. Il le prend à son service. Une fois arrivé à Naples, Volpone s'installe à Naples dans un somptueux palais et y fait courir le bruit que, à l'agonie et sans héritier, il entend léguer sa fortune aux pauvres. Aussitôt, de cupides personnages, le notaire Grapione, l'usurier Secco, le riche marchand Corbaccio, se rapprochent de lui dans le but de capter l'héritage. Mosca saura les persuader de faire des cadeaux de plus en plus somptueux au mourant, y compris en chair fraîche, pour qu'il les couche sur son testament.

## Fiche technique
- Réalisation : Frédéric Auburtin
- Assistant réalisateur : Dominique Delany
- Scénario : Éric-Emmanuel Schmitt, d'après la pièce Volpone de Ben Jonson (1605)
- Scripte : Ana Silva
- Directeur de la photographie : Willy Stassen
- Décors : Chantal Giuliani
- Costumes : Olivier Bériot
- Musique : Frédéric Auburtin et Jean-Pascal Beintus
- Montage : Noëlle Boisson
- Ingénieur du son : Michel Kharat
- Durée : 90 minutes

## Distribution
- Gérard Depardieu : Volpone
- Daniel Prévost : Mosca
- Gérard Jugnot : Grapione
- Robert Hirsch : Secco
- Jean-François Stévenin : Corbaccio
- Inès Sastre : Celia
- Yves Verhoeven : le capitaine Secco
- Jacques Mathou : le juge
- Michel Vivier : le chef de la police
- Alain Prévost : Nano
- Angelo Torres (pt) : Castrato
- José Rosado : le riche marchand
- Sylvain Pecker : un avocat
- Carlos Paiva : un capitaine
- Philippe Leroux : un voyageur
- Ana Soracoga  : une voyageuse